# Un hombre muerto a puntapiés
Un hombre muerto a puntapiés es un cuento policíaco del escritor ecuatoriano Pablo Palacio, publicado el 26 de abril de 1926 en la revista Hélice y un año después en la colección de cuentos del mismo nombre. Es una de las obras más destacadas de Palacio, además de ser la primera obra literaria ecuatoriana en tratar abiertamente el tema de la homosexualidad.
La obra ha sido adaptada a la televisión, el teatro y el cómic.
Según el escritor y crítico literario Galo René Pérez, Un hombre muerto a puntapiés es una de las narraciones maestras de la literatura ecuatoriana.

## Argumento
El narrador de la historia se entera por medio de la prensa local del asesinato de un hombre llamado Octavio Ramírez al que se catalogaba como "vicioso". El narrador comienza a inferir las razones detrás del crimen y llega a la conclusión de que Ramírez fue asesinado por el padre de un adolescente al que intentó seducir.